# Щитынская Воля
Щитынская Воля (укр. Щитинська Воля) — село в Самаровской сельской общине Ковельского района Волынской области Украины.
До 2020 года входило в Ратновский район.
Код КОАТУУ — 0724283905. Население по переписи 2001 года составляет 367 человек. Почтовый индекс — 44121. Телефонный код — 3366. Занимает площадь 2,124 км².